# شهيمية العالم الجديد
شهيمية العالم الجديد (الاسم العلمي: Erethizontinae)، فُصيلة حيوانات قارضة لبونة من فصيلة شيهميات العالم الجديد. وتشمل جميع أنواع الفصيلة باستثناء نيص ذو هلب شوكي، والذي تم تصنيفه في فُصيلة نيصيات ذات هلب شوكي (Chaetomyinae).